# Municipio San Juan del Río (Querétaro)
Koordinaten: 20° 24′ N, 100° 0′ W
San Juan del Río ist ein Municipio im mexikanischen Bundesstaat Querétaro. Das Municipio umfasst eine Fläche von 773,1 km². Im Jahr 2010 hatte San Juan del Río eine Bevölkerung von 241.699 Einwohnern. Verwaltungssitz und einwohnerreichster Ort des Municipios ist das gleichnamige San Juan del Río.

## Geographie
Das Municipio San Juan del Río liegt im Süden des Bundesstaats Querétaro auf einer Höhe zwischen 1800 m und 2800 m. Es zählt zur Gänze zur physiographischen Provinz der Sierra Volcánica Transversal und liegt im Einzugsgebiet des Río Pánuco, wodurch es in den Golf von Mexiko entwässert. Vorherrschende Gesteinstypen sind verschiedene Extrusivgesteine (28 % Tuff, 22 % Basalt, 19 % Vulkanoklaste) bei 13 % Alluvionen. Bodentyp von 46 % des Municipios ist der Phaeozem, gefolgt von 39 % Vertisol. Knapp 60 % der Gemeindefläche werden ackerbaulich genutzt, etwa 13 % sind bewaldet, etwa 11 % von Weideland, 10 % von Gestrüpplandschaft bedeckt.
Das Municipio San Juan del Río grenzt an die Municipios Pedro Escobedo, Tequisquiapan, Amealco de Bonfil und Huimilpan sowie an die Bundesstaaten Hidalgo und México.

## Bevölkerung
Beim Zensus 2010 wurden im Municipio 241.699 Menschen in 61.488 Wohneinheiten gezählt. Davon wurden 1271 Personen als Sprecher einer indigenen Sprache registriert, darunter 391 Sprecher des Otomí und 225 Sprecher des Nahuatl. Etwa 5,4 % der Bevölkerung waren Analphabeten. 101.289 Einwohner wurden als Erwerbspersonen registriert, wovon ca. 65 % Männer bzw. gut 5 % arbeitslos waren. Knapp fünf Prozent der Bevölkerung lebten in extremer Armut.

## Orte
Das Municipio San Juan del Río umfasst 237 localidades, von denen zehn vom INEGI als urban klassifiziert sind. 16 Orte wiesen beim Zensus 2010 eine Einwohnerzahl von über 2000 auf, 32 weitere Orte hatten zumindest 500 Einwohner. Die größten Orte sind:
| Ort                                  | Einwohner |
| San Juan del Río                     | 138.878   |
| La Estancia                          | 005.992   |
| La Valla                             | 005.597   |
| La Llave                             | 005.497   |
| Paso de Mata                         | 004.632   |
| Arcila                               | 003.881   |
| Santa Rosa Xajay                     | 003.578   |
| Visthá                               | 003.421   |
| El Cazadero                          | 003.401   |
| Galindo (San José Galindo)           | 003.079   |
| El Organal                           | 002.474   |
| Puerta de Palmillas                  | 002.176   |
| Loma Linda                           | 002.161   |
| Senegal de las Palomas               | 002.131   |
| Santa Bárbara de la Cueva            | 002.074   |
| Cerro Gordo                          | 001.987   |
| Villas Fundadores (Fraccionamiento)  | 001.956   |
| San Sebastián de las Barrancas Norte | 001.896   |
| San Miguel Galindo                   | 001.754   |
| El Jazmín                            | 001.682   |
| Dolores Cuadrilla de Enmedio         | 001.642   |
| Santa Matilde                        | 001.537   |
| Vista Hermosa (Cuasinada)            | 001.448   |
| El Coto                              | 001.379   |
| Palmillas                            | 001.378   |
| Casa Blanca                          | 001.325   |
| Laguna de Vaquerías                  | 001.295   |
| Santa Cruz Escandón                  | 001.272   |
| Ojo de Agua                          | 001.185   |
| San Sebastián de las Barrancas Sur   | 001.173   |